# Marvin Gaye (canção)
"Marvin Gaye" é uma canção do cantor estadunidense Charlie Puth, gravada para seu primeiro extended play (EP) Some Type of Love (2015) e para seu álbum de estreia Nine Track Mind (2016). Conta com a participação especial de Meghan Trainor e foi composta e produzida pelo próprio Puth. O seu lançamento ocorreu em 10 de fevereiro de 2015 através da Atlantic Records, servindo como o primeiro single do produto. Musicalmente, é derivada dos estilos pop e soul.

## Antecedentes
Puth começou sua carreira musical através do YouTube, ganhando a atenção do público após regravar "Someone like You", da britânica Adele, com Emily Luther. Os dois fizeram uma aparição no programa The Ellen DeGeneres Show e por fim assinaram contrato com a gravadora da apresentadora, a eleveneleven. Depois de ganhar mais atenção, Puth foi contratado pela Atlantic Records em janeiro de 2015. Puth e Meghan Trainor anunciaram que iriam fazer uma colaboração, e em 10 de fevereiro de 2015, "Marvin Gaye" foi lançada como single de estreia de Puth. "Marvin Gaye" é uma referência ao cantor de soul de mesmo nome.

## Composição
"Marvin Gaye" se inspira na Motown e tem um som retrô que lembra o álbum de estreia de Trainor em uma grande gravadora, Title (2015). A canção doo-wop inclui referências líricas a vários clássicos do soul e usa o nome do cantor de soul Marvin Gaye como letra e verbo titular. Ela tem um breakdown "bass-booming" durante o verso de Trainor, e seu som soul modernizado e retrô atraiu comparações com sua canção "All About That Bass" (2014). Puth descreveu o breakdown como "essa coisa de trap com esse 808 distorcido e pesado", que foi sua tentativa de contemporizar "como o soul da Motown soaria em 2015". Jia Tolentino, da Pitchfork, comentou que "Marvin Gaye" prova que Puth "vive para floreios retrô: ritmos doo-wop, melodias sock-hop, estalos de dedos [e] piano arpejado para cantar junto".
Puth descreveu "Marvin Gaye" como "um quebra-gelo musical" que ele escreveu para ajudar "qualquer cara que queira ir até uma garota em um bar", observando que seria difícil "não ter uma conversa" sobre a música se ela tocasse no rádio. Ele nomeou Gaye como uma influência na letra da música que ele escreveu para evocar um "sentimento que alcançaria a todos", e elaborou ainda mais que:
Como sou meio tímido, não posso simplesmente chegar até as garotas e dizer: "Ei, deixe-me pegar seu número!" É aí que a música entra como um quebra-gelo musical. Se você ouvir no rádio ou em um bar, é uma maneira de dizer: "Ei! Vamos Marvin Gaye e vamos lá".

## Faixas e formatos
| Download digital |                                    |         |  |
| N.º              | Título                             | Duração |  |
| 1.               | "Marvin Gaye" (com Meghan Trainor) | 3:07    |  |

| CD single |                                    |         |  |
| N.º       | Título                             | Duração |  |
| 1.        | "Marvin Gaye" (com Meghan Trainor) | 3:09    |  |
| 2.        | "Marvin Gaye" (remix) (com Wale)   | 3:20    |  |

| Download digital (Boehm Remix) |                                                  |         |  |
| N.º                            | Título                                           | Duração |  |
| 1.                             | "Marvin Gaye" (com Meghan Trainor) (Boehm Remix) | 3:14    |  |

| Download digital (10K Islands Remix) |                                                        |         |  |
| N.º                                  | Título                                                 | Duração |  |
| 1.                                   | "Marvin Gaye" (com Meghan Trainor) (10K Islands Remix) | 3:10    |  |

| Download digital (DJ Kue Remix) |                                                   |         |  |
| N.º                             | Título                                            | Duração |  |
| 1.                              | "Marvin Gaye" (com Meghan Trainor) (DJ Kue Remix) | 5:33    |  |

| Download digital (Cahill Remix) |                                                   |         |  |
| N.º                             | Título                                            | Duração |  |
| 1.                              | "Marvin Gaye" (com Meghan Trainor) (Cahill Remix) | 2:57    |  |

## Desempenho nas tabelas musicais
| Tabela musical (2015–16)                               | Melhor posição |
| ------------------------------------------------------ | -------------- |
| Alemanha (Media Control Charts)                        | 15             |
| Austrália (ARIA Charts)                                | 4              |
| Áustria (Ö3 Austria Top 40)                            | 3              |
| Bélgica (Ultratop 50 de Flandres)                      | 12             |
| Bélgica (Ultratop 40 da Valônia)                       | 4              |
| Canadá (Canadian Hot 100)                              | 31             |
| Croácia (Croatian Airplay Radio Chart)                 | 31             |
| Dinamarca (Tracklisten)                                | 28             |
| Escócia (The Official Charts Company)                  | 1              |
| Eslováquia (IFPI Slovenská Republika)                  | 20             |
| Espanha (Productores de Música de España)              | 3              |
| Estados Unidos (Billboard Hot 100)                     | 21             |
| Estados Unidos (Pop Songs)                             | 15             |
| Estados Unidos (Adult Pop Songs)                       | 12             |
| Finlândia (IFPI Finlândia)                             | 16             |
| França (Syndicat National de l'Édition Phonographique) | 1              |
| Hungria (Magyar Hanglemezkiadók Szövetsége)            | 22             |
| Irlanda (Irish Recorded Music Association)             | 1              |
| Israel (Media Forest)                                  | 1              |
| Itália (Federazione Industria Musicale Italiana)       | 6              |
| Japão (Japan Hot 100)                                  | 60             |
| Luxemburgo (Luxembourg Digital Songs)                  | 6              |
| México (Mexico Ingles Airplay)                         | 2              |
| Noruega (VG-lista)                                     | 17             |
| Nova Zelândia (NZ Top 40 Singles)                      | 1              |
| Países Baixos (MegaCharts)                             | 19             |
| Polónia (Związek Producentów Audio Video)              | 3              |
| Reino Unido (UK Singles Chart)                         | 1              |
| Chéquia (IFPI Česká Republika)                         | 21             |
| Suécia (Sverigetopplistan)                             | 29             |
| Suíça (Schweizer Hitparade)                            | 2              |
| Turquia (Türkíye Yabanci Top 10)                       | 7              |
| União Europeia (Euro Digital Songs)                    | 1              |

| Tabela musical (2015)                            | Melhor posição |
| ------------------------------------------------ | -------------- |
| Alemanha (Media Control Charts)                  | 77             |
| Austrália (ARIA Charts)                          | 38             |
| Áustria (Ö3 Austria Top 40)                      | 32             |
| Bélgica (Ultratop 50 de Flandres)                | 96             |
| Bélgica (Ultratop 40 da Valônia)                 | 99             |
| Canadá (Canadian Hot 100)                        | 78             |
| Dinamarca (Tracklisten)                          | 87             |
| Espanha (Productores de Música de España)        | 72             |
| Estados Unidos (Billboard Hot 100)               | 75             |
| Estados Unidos (Adult Pop Songs)                 | 41             |
| Israel (Media Forest)                            | 15             |
| Itália (Federazione Industria Musicale Italiana) | 38             |
| Nova Zelândia (NZ Top 40 Singles)                | 17             |
| Países Baixos (Dutch Top 40)                     | 18             |
| Polônia (ZPAV)                                   | 16             |
| Reino Unido (UK Singles Chart)                   | 34             |
| Suécia (Sverigetopplistan)                       | 96             |
| Suíça (Schweizer Hitparade)                      | 30             |
| Tabela musical (2016)                            | Melhor posição |
| Bélgica (Ultratop 40 da Valônia)                 | 99             |
| Suíça (Schweizer Hitparade)                      | 96             |

| País (Empresa)             | Certificação |
| -------------------------- | ------------ |
| Alemanha (BVMI)            | Ouro         |
| Austrália (ARIA)           | 2× Platina   |
| Áustria (IFPI Áustria)     | Ouro         |
| Bélgica (BEA)              | Ouro         |
| Canadá (Music Canada)      | Platina      |
| Dinamarca (IFPI Dinamarca) | Platina      |
| Espanha (PROMUSICAE)       | Platina      |
| Estados Unidos (RIAA)      | 3× Platina   |
| Itália (FIMI)              | 2× Platina   |
| Noruega (IFPI Noruega)     | Platina      |
| Nova Zelândia (RMNZ)       | Platina      |
| Reino Unido (BPI)          | Platina      |
| Suécia (GLF)               | 2× Platina   |
| Suíça (IFPI Suíça)         | Platina      |

## Histórico de lançamento
| País           | Data                    | Formato           | Gravadora |
| -------------- | ----------------------- | ----------------- | --------- |
| Estados Unidos | 10 de fevereiro de 2015 | Download digital  | Atlantic  |
| Reino Unido    | 10 de fevereiro de 2015 | Download digital  | Atlantic  |
| Estados Unidos | 9 de junho de 2015      | Rádios mainstream | Atlantic  |
| Itália         | 10 de julho de 2015     | Rádios mainstream | Warner    |
| Reino Unido    | 20 de julho de 2015     | Rádios mainstream | Atlantic  |